# Hemiexarnis moechilla
Hemiexarnis moechilla är en fjärilsart som beskrevs av Rudolf Püngeler 1906. Hemiexarnis moechilla ingår i släktet Hemiexarnis och familjen nattflyn. Inga underarter finns listade i Catalogue of Life.

## Bildgalleri

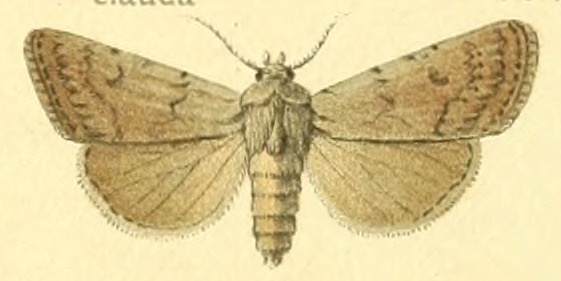